# Kvalifikacije za Svjetsko prvenstvo u nogometu 2006. (CAF) – Skupina 4
| Momčad   | Bod. | Ut. | Pob. | Izj. | Por. | PoP1 | PrP2 | GR3 |
| -------- | ---- | --- | ---- | ---- | ---- | ---- | ---- | --- |
| Angola   | 21   | 10  | 6    | 3    | 1    | 12   | 6    | 6   |
| Nigerija | 21   | 10  | 6    | 3    | 1    | 21   | 7    | 14  |
| Zimbabve | 15   | 10  | 4    | 3    | 3    | 13   | 14   | -1  |
| Gabon    | 10   | 10  | 2    | 4    | 4    | 11   | 13   | -2  |
| Alžir    | 8    | 10  | 1    | 5    | 4    | 8    | 15   | -7  |
| Ruanda   | 5    | 10  | 1    | 2    | 7    | 6    | 16   | -10 |

Napomena: Angola je prva zbog međusobnih susreta protiv Nigerije.
5. lipnja, 2004., Port Harcourt, Nigerija -  Nigerija 2 - 0  Ruanda
5. lipnja, 2004., Libreville, Gabon -  Gabon 1 - 1  Zimbabve
5. lipnja, 2004., Annaba, Alžir -  Alžir 0 - 0  Angola
19. lipnja, 2004., Kigali, Ruanda -  Ruanda 3 - 1  Gabon
20. lipnja, 2004., Harare, Zimbabve -  Zimbabve 1 - 1  Alžir
20. lipnja, 2004., Luanda, Angola -  Angola 1 - 0  Nigerija
3. srpnja, 2004., Libreville, Gabon -  Gabon 2 - 2  Angola
3. srpnja, 2004., Kigali, Ruanda -  Ruanda 0 - 2  Zimbabve
3. srpnja, 2004., Abuja, Nigerija -  Nigerija 1 - 0  Alžir
5. rujna, 2004., Harare, Zimbabve -  Zimbabve 0 - 3  Nigerija
5. rujna, 2004., Luanda, Angola -  Angola 1 - 0  Ruanda
5. rujna, 2004., Annaba, Alžir -  Alžir 0 - 3  Gabon
9. listopada, 2004., Libreville, Gabon -  Gabon 1 - 1  Nigerija
9. listopada, 2004., Kigali, Ruanda -  Ruanda 1 - 1  Alžir
10. listopada, 2004., Luanda, Angola -  Angola 1 - 0  Zimbabve
26. ožujka, 2005., Port Harcourt, Nigerija -  Nigerija 2 - 0  Gabon
27. ožujka, 2005., Oran, Alžir -  Alžir 1 - 0  Ruanda
27. ožujka, 2005., Harare, Zimbabve -  Zimbabve 2 - 0  Angola
5. lipnja, 2005., Harare, Zimbabve -  Zimbabve 1 - 0  Gabon
5. lipnja, 2005., Luanda, Angola -  Angola 2 - 1  Alžir
5. lipnja, 2005., Kigali, Ruanda -  Ruanda 1 - 1  Nigerija
18. lipnja, 2005., Kano, Nigerija -  Nigerija 1 - 1  Angola
18. lipnja, 2005., Libreville, Gabon -  Gabon 3 - 0  Ruanda
19. lipnja, 2005., Oran, Alžir -  Alžir 2 - 2  Zimbabve
4. rujna, 2005., Oran, Alžir -  Alžir 2 - 5  Nigerija
4. rujna, 2005., Harare, Zimbabve -  Zimbabve 3 - 1  Ruanda
4. rujna, 2005., Luanda, Angola -  Angola 3 - 0  Gabon
8. listopada, 2005., Kigali, Ruanda -  Ruanda 0 - 1  Angola
8. listopada, 2005., Abuja, Nigerija -  Nigerija 5 - 1  Zimbabve
8. listopada, 2005., Port-Gentil, Gabon -  Gabon 0 - 0  Alžir

1 - PoP = Postignutih pogodaka

2 - PrP = Primljenih pogodaka

3 - GR = Gol-razlika